# ويليام ويلكوكس
ويليام ويلكوكس (بالإنجليزية: William Willcocks) مهندس بناء بريطاني (1852 ـ 1932) عمل في مصر والعراق وتركيا في إنشاء قطاع الري. أنشأ في مصر سدة أسوان وأثناء عمله في العراق سدة الهندية. ترجم الإنجيل للهجة المصرية وكان من أول الدعاة لتبنيها بدلا من العربية الفصحى في مصر كلغة للكتابة والقراءة إضافة لكونها لغة للتخاطب. ألّف كتاب بعنوان "جنة عدن ـ إلى عبور الأردن" وزعم فيه أن جنة عدن المذكورة في الكتب المقدسة موجودة في جنوب العراق، حيث يلتقي نهرا دجلة والفرات.
صمم وأنشأ المهندس الإنجليزي الجنسية قناطر أسيوط بين عامى 1898 و1903 على نهر النيل وعلى بعد 530 كم إلى الشمال من سد أسوان وشيدت هذه القناطر من أجل تحويل جزء من مياه النهر إلى المياه المنخفضة في أكبر قناة للرى في مصر وهي المعروفة بأسم «الترعة الإبراهيمية» والتي تمتد من اسيوط إلى الجيزة شمالا بطول 350 كم تقريبا وكان المقاول الرئيسى للمشروع هو المقاول الأنجليزى شركة «ميسرزوآيرد»

## روابط خارجية
- ويليام ويلكوكس على موقع الموسوعة البريطانية (الإنجليزية)